# Caris-Petra Heidel
Caris-Petra Heidel (* 23. Dezember 1954 in Leipzig) ist eine deutsche Zahnmedizinerin und Medizinhistorikerin.

## Leben
Heidel besuchte die Arbeiter-und-Bauern-Fakultät in Halle (Saale). Nach dem Abitur studierte sie ab 1973 Zahnmedizin am Medizinischen Institut in Donezk, Ukrainische Sozialistische Sowjetrepublik. Nach dem Physikum wechselte sie 1975 an die Medizinische Akademie „Carl Gustav Carus“. Nach dem Staatsexamen in Dresden wurde sie 1978 als Zahnärztin approbiert. Die Facharztausbildung durchlief sie am Institut für Sozialhygiene der Medizinischen Akademie Dresden. Dort hatte sie 1981–1983 eine Lehrverpflichtung in Geschichte der Medizin für Zahnmedizinstudenten. Mit der staatlichen Anerkennung als Fachzahnarzt für Sozialhygiene
wurde sie 1984 wissenschaftliche Mitarbeiterin an die Abteilung (seit 1990 Institut) für Geschichte der Medizin. Im selben Jahr erfolgte die Promotion A. 1989 erhielt sie die Lehrbefähigung für das Fachgebiet Geschichte der Medizin. 1990 folgte die Promotion B. 1992 wurde ihr das Recht zur Ausübung des ärztlichen Berufes erteilt. Die Technische Universität Dresden verlieh ihr 1997 den Titel Privatdozent. Die Fakultät Erziehungswissenschaften der TU Dresden erteilte ihr 2002 einen Lehrauftrag für Geschichte der Medizin und Krankenpflege. 2004 wurde sie zur Professorin für Geschichte der Medizin an der Medizinischen Fakultät der TU Dresden ernannt. Nach fünf Jahren als Kommissarin wurde sie 2013 zur Direktorin des Institutes für Geschichte der Medizin ernannt.

## Gremien und Gesellschaften
Heidel ist Leiterin der internationalen Tagungsreihe „Medizin und Judentum“; seit 1994 ist sie Mitherausgeberin der Tagungsbände. Bei der Bundesärztekammer engagiert sie sich in der Arbeitsgruppe „NS-Dokumentation“. Sie saß im Vorstand des Arbeitskreises Geschichte der Zahnheilkunde bei der Deutschen Gesellschaft für Zahn-, Mund- und Kieferheilkunde. 1987–1991 leitete sie die Arbeitsgemeinschaft Geschichte der Stomatologie in der Gesellschaft für Geschichte der Medizin in der DDR.

## Werke
- mit Wolfgang Kirchhoff:  „ … total fertig mit dem Nationalsozialismus“? Die unendliche Geschichte der Zahnmedizin im Nationalsozialismus. Mabuse, Frankfurt am Main 2016, ISBN 978-3-938304-21-1.
- Die Chirurgisch-medicinische Akademie zu Dresden. In: C. P. Heidel, H. Zwipp (Hrsg.): Von der Chirurgisch-medicinischen Akademie zur Hochschulmedizin Dresden. Festschrift zum 200. Gründungsjubiläum der wichtigsten Vorläufereinrichtung. Hille, Dresden 2015, ISBN 978-3-939025-59-7, S. 15–50.
- mit Bernhard Irrgang: Medizinethik. Lehrbuch für Mediziner. Steiner, Stuttgart 2015, ISBN 978-3-515-10957-4.
- Der ethische Diskurs über medizinische Versuche am Menschen in der Geschichte der Medizin. In: M. Funk (Hrsg.): Transdisziplinär, Interkulturell. Technikphilosophie nach der akademischen Kleinstaaterei. Königshausen & Neumann, Würzburg 2015, ISBN 978-3-8260-5361-0, S. 427–439.
- Die Stigmatisierung als „Jude“ und deren Auswirkung auf das berufliche und wissenschaftliche Renommee am Beispiel des Bakteriologen Heinrich Wilhelm Conradi (1876–1943). In: I. Kästner, Jürgen Kiefer (Hrsg.): Von Maimonides bis Einstein. Jüdische Gelehrte und Wissenschaftler in Europa. Shaker, Aachen 2015, ISBN 978-3-8440-3903-0, S. 277–294.
- mit Markus Rentsch: Der deutsche Arzt und Botaniker Traugott Gerber (1710–1743) – ein Leben in Russland im Dienst der medizinischen Wissenschaft. In: J. Kiefer (Hrsg.): Heilkunde und Heilmittel. Zum Erwerb und Transfer von medizinisch-pharmazeutischem Wissen in Europa. Shaker, Aachen 2013, ISBN 978-3-8440-1788-5, S. 97–119.
- mit Rüdiger Döhler und Thaddäus Zajaczkowski: Johann Adam Kulmus – zur Bedeutung seiner anatomischen Tabellen für die Chirurgie in Europa und für die Medizinerausbildung in Japan. In: Der Chirurg. Band 61, 2020. doi:10.1007/s00104-020-01231-6.

### Zahnheilkunde
- mit Günter Heidel: Geschichtliche Entwicklung der Zahnheilkunde. In: Gerd Staegemann: Einführung in die Zahnheilkunde. Johann Ambrosius Barth Verlag, Leipzig 1990, ISBN 3-335-00134-6, S. 15–36.
- mit Günter Heidel: Karl Sudhoffs Beitrag und Position zur Geschichte der Zahnheilkunde. In: Stomatologie. (DDR). Band 40, 1990, S. 139–142.

### Medizin in Dresden
- Zwischen Naturheilkunde und Rassenhygiene. Dresdener Medizin im Nationalsozialismus. In: Dresdner Hefte. Band 11, 1993, S. 39–50.
- Johann Alexander Vogelsang (1890–1963) und sein Beitrag zur Etablierung der Zahnheilkunde an dem Johannstädter Stadtkrankenhaus und der Medizinischen Akademie Dresden. In: D. M. Albrecht (Hrsg.): Beiträge zur Dresdener Hochschulmedizin. Techn. Univ. Med. Fak. Carl Gustav Carus, Dresden, S. 95–112.
- Carl Gustav Carus (1789–1869); Heinrich Wilhelm Conradi (1876–1943);  Christian Gerhard Leopold (1846–1911). In: Der Rektor der TU Dresden (Hrsg.), K. Mauersberger (Red.): Innovation hat Tradition. Exzellente Wissenschaft in der Geschichte der TU Dresden (1828–1990). Dresden, S. 19–22, 158–162, 98–102.
- mit Albrecht Scholz und Marina Lienert: Vom Stadtkrankenhaus zum Universitätsklinikum. 100 Jahre Krankenhausgeschichte in Dresden. Böhlau, Köln 2010.
- mit Marina Lienert: Ernst Philalethes Kuhn. Die Etablierung der Rassenhygiene als akademisches Lehrfach an der TH Dresden. In: Ch. Pieper (Hrsg.): Braune Karrieren. Dresdner Täter und Akteure im Nationalsozialismus. Sandstein-Verlag, Dresden 2012, S. 136–143.
- Ärztliche Ausbildung in Dresden seit Mitte des 18. Jahrhunderts. In: Dresdner Geschichtsverein (Hrsg.): Gesundheitswesen in Dresden. Dresden 2013, S. 4–13.
- mit Marina Lienert (Hrsg.): Die Professoren der Medizinischen Fakultät Carl Gustav Carus Dresden und ihrer Vorgängereinrichtungen 1814–2013. Dresden 2014.
- mit Marina Lienert: Jüdische Ärztinnen in Dresden. In: C. P. Heidel (Hrsg.): Die Frau im Judentum – jüdische Frauen in der Medizin. Mabuse, Frankfurt am Main 2014, S. 217–237.

### Beiträge im Ärzteblatt Sachsen
- Der Arzt und Sportmediziner Willy Katz (1878–1947). Einziger jüdischer „Krankenbehandler“ für Dresden. Band 24, 2013, S. 473–476.
- Die Sozialhygienikerin Dr. med. Marta Fraenkel (1896–1976). Ein Leben für die wissenschaftliche Gesundheitsaufklärung. Band 24, 2013, S. 463–465.
- Der Stadtschularzt Dr. med. Otto Kastner (1880–1938). Band 24, 2013, S. 466–468.